# Тальхарпа
Тальхарпа, также известная как тагельхарпа или стракхарпа (смычковая арфа) — традиционный североевропейский музыкальный инструмент, трехструнная или четырёхструнная смычковая лира. Игра на тальхарпе более всего распространена в Эстонии, особенно среди эстонских шведов, приехавших в Эстонию примерно в X веке из шведской части Финляндии; вероятно, они привезли этот инструмент с собой (более поздние шведские переселенцы в Эстонию его не использовали). Больше всего тальхарпа похожа на валлийскую кроту и финское йоухикко. Сама тальхарпа также известна в Финляндии.
Название тальхарпа происходит от шведских слов harpa (арфа) и, по одной версии, от слова tall (сосна), по другой версии от слова tagel (конский волос) по материалу, из которого изготавливались корпус и струны соответственно. Среди эстонцев инструмент более известен под местным названием «хииу каннель».

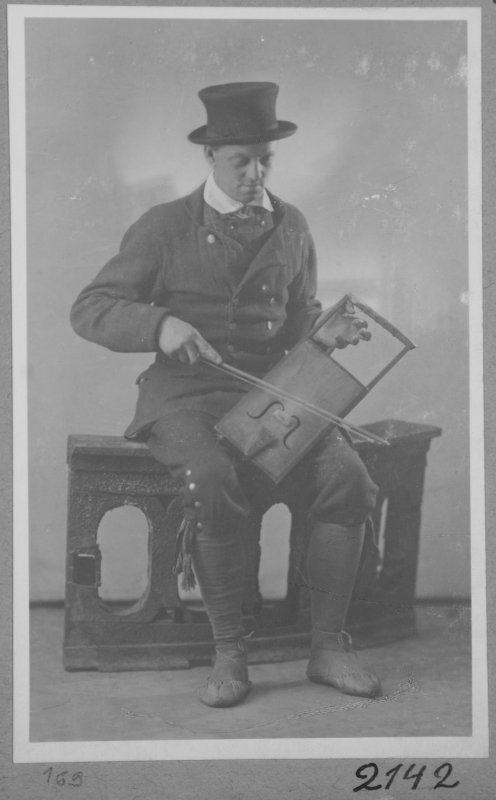
Эстонец, играющий на хииу каннеле (или тальхарпе), ок. 1920.

## История
Впервые в скандинавской литературе арфа или лира упоминается в эддической поэме «Völuspá», хотя и не как смычковый инструмент. Первым свидетельством использования смычковой арфы можно считать каменное изваяние музыканта в соборе Тронхейма в Норвегии (XIV век).

## Техника изготовления
Тальхарпы традиционно изготавливались путем выдалбливания цельного куска дерева и приклеивания сверху деки, о чём свидетельствуют различные исторические находки. В наше время многие мастера создающие тагельхарпы продолжают изготавливать свои музыкальные инструменты из цельного куска дерева, например, Рауно Ниеминен. Другие начали делать тагельхарпы, следуя классической школе изготовления скрипок.

## В современной культуре
Тальхарпа нередко используется в современной фолк-музыке. Самые известные исполнители использующие тальхарпу это норвежская неофолк группа Wardruna, эстонский дуэт психоделического фолка Puuluup, французская неофолк группа Skáld, датско-норвежская фолк группа Songleikr и многие другие.

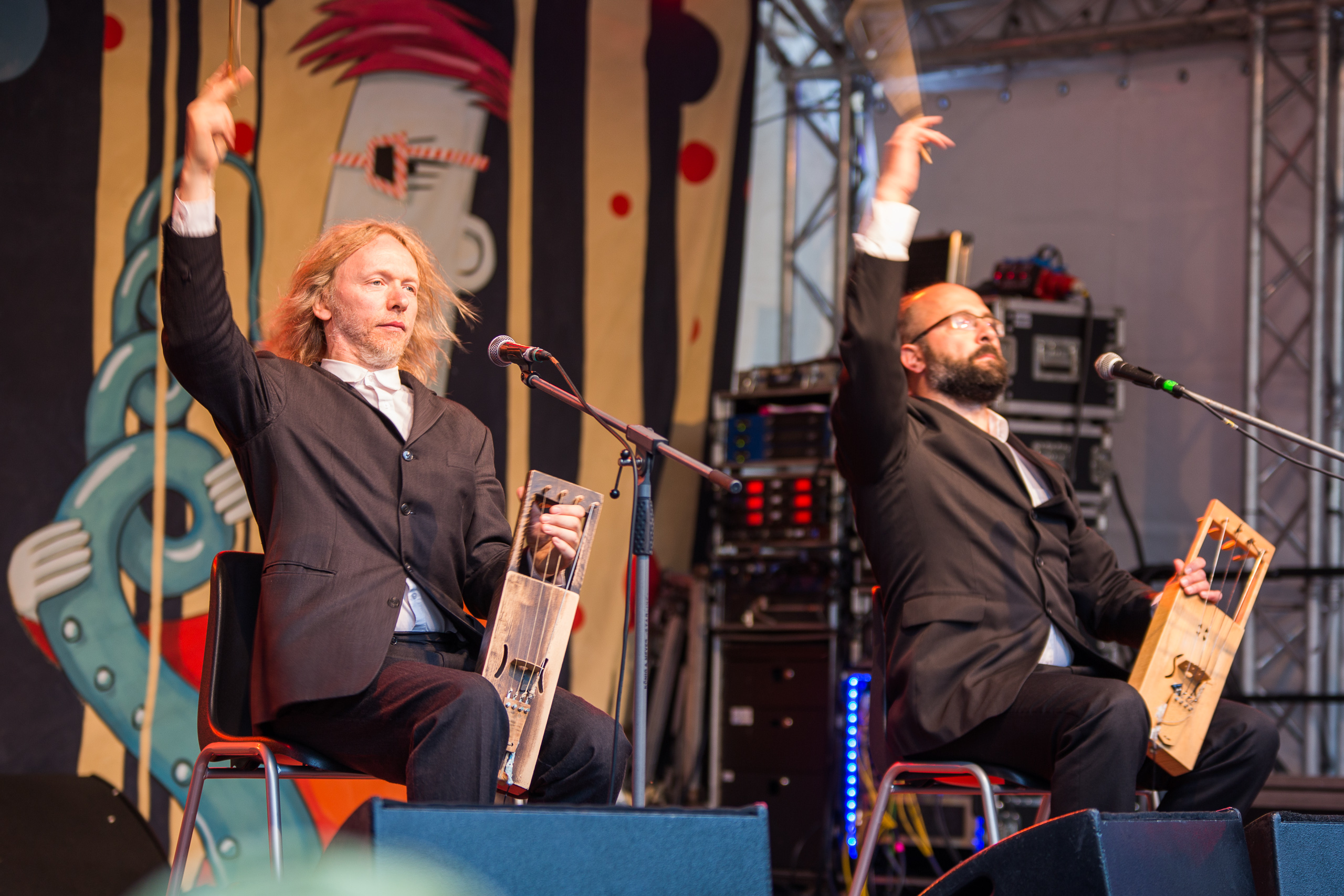
Puuluup на сцене